# Municipi d'Amata
El municipi de Amata (en letó: Amatas novads ) és un dels 110 municipis de la República de Letònia, que es troba localitzat al centre del país bàltic, i que té com a capital la localitat de Drabeši. El municipi va ser creat l'any 2000 després de la reorganització territorial.

## Ciutats i zones rurals
- Amatas pagasts (zona rural)
- Drabešu pagasts (zona rural)
- Nitaures pagasts (zona rural)
- Skujenes pagasts (zona rural)
- Zaubes pagasts (zona rural)

## Població i territori
La seva població està composta per un total de 6369 persones (2009). La superfície del municipi té uns 741,8 kilòmetres quadrats, i la densitat poblacional és de 8,59 habitants per kilòmetre quadrat.